# Chryzofity

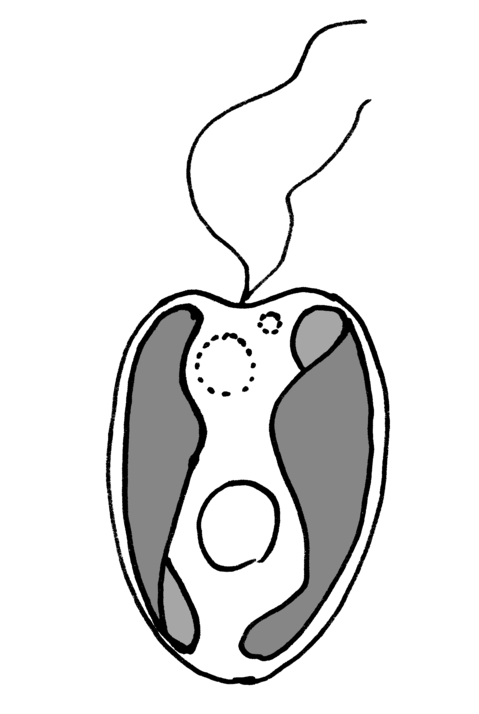
Jeden z chryzofitów – Ochromonas sp.

Chryzofity, glony złociste, złocienice (Chrysophyta) – typ protistów roślinopodobnych, zaliczanych do glonów. Są to organizmy jednokomórkowe lub kolonijne, wyjątkowo tylko wielokomórkowe.

## Budowa
Ściana komórkowa, o ile występuje, jest zbudowana z celulozy i dodatkowo inkrustowana krzemionką lub związkami wapnia. Stanowi ona swoisty pancerzyk ochronny. U niektórych osobników ściana zbudowana jest z chityny, co zbliża je do grzybów.
Cechuje je obecność chloroplastów o 3-4 błonach śródplazmatycznych. Dwie z tych błon pochodzą od retikulum endoplazmatycznego, które swoją błoną obejmuje chloroplasty. W chloroplastach występuje chlorofil a i c (brak chlorofilu b), maskowany dużą ilością ksantofili (fukoksantyna), które nadają komórkom chryzofitów złoty kolor (stąd ich nazwa potoczna: glony złociste). Obecność "nadmiarowych" błon i dowody biochemiczne sugerują, że chloroplasty te powstały z endosymbiotycznych krasnorostów.
U form pływek i gamet występują dwie wici różnej długości (tzw. wić gładka i wić szorstka), z których jedna pokryta jest rzędami włosków nazywanych mastygonemami.

## Odżywianie
Chryzofity charakteryzuje autotroficzność, choć nieliczne są heterotrofami. Wśród materiałów zapasowych można wymienić polisacharyd chryzolaminarynę lub, rzadziej, substancje lipidowe. Są one gromadzone poza obrębem chloroplastów.

## Rozmnażanie
Rozmnażanie bezpłciowe odbywa się przez podział komórek. Rozmnażanie płciowe odbywa się na drodze izogamii lub anizogamii.

## Systematyka
Typ Chrysophyta obejmuje kilka (według innych systemów kilkanaście) taksonów w randze klasy. Najważniejsze z tych taksonów to:
- złotowiciowce, złotki (Chrysophyceae)
- różnowiciowce (Xanthophyceae)
- okrzemki (Baccillariophyceae)